# El Comercio (Perù)
El Comercio è un quotidiano peruviano di lingua spagnola a diffusione nazionale con sede a Lima, Perù. È stato fondato dal cileno Manuel Amunátegui e dall'argentino Alejandro Villota il 4 maggio 1839. È considerato il più autorevole giornale del Perù.